# Нагрузочная характеристика (электроника)
Нагрузочная характеристика в электронике — характеристика двухполюсника, график в системе координат (Uн, Iн), показывающий множество состояний, которые могут реализоваться в нагрузке данного двухполюсника.
Здесь Uн — напряжение на нагрузке двухполюсника, Iн — ток в нагрузке двухполюсника.

## Применение
По нагрузочной характеристике можно определить ряд важных свойств двухполюсника:
- Напряжение холостого хода
- Ток короткого замыкания
- Напряжение и ток в нагрузке при любом её сопротивлении
- Внутреннее сопротивление двухполюсника